# Maria Senkowsky
Maria Senkowsky (* 12. März 1957 in Innsbruck) ist eine österreichische Eishockeyspielerin. Sie gehört seit der Gründung 1998 dem Fraueneishockeyteam der Red Angels Innsbruck an und gilt als älteste aktive Eishockeyspielerin Österreichs.

## Karriere

### Eishockey
Senkowsky war 1998 Mitgründerin der Red Angels Innsbruck und ist seitdem als Verteidigerin aktiv. Sie spielt in der zweithöchsten österreichischen Damenliga (DEBL2) und erreichte mit dem Team 2018 den Vizemeistertitel. Aufgrund ihres Alters wird sie regelmäßig als älteste eingesetzte Spielerin der Liga hervorgehoben. Maria Senkowsky war 2001 Mitglied des ersten österreichischen Frauen-Nationalteams.

### Fußball
Neben dem Eishockey war Senkowsky als Fußballspielerin für die Damenmannschaft des FC Wacker Innsbruck aktiv, unter anderem beim Hervis Cup 2010.

## Spielweise
Als Verteidigerin bringt Senkowsky Erfahrung in Stellungsspiel und Spielaufbau ein und ist Mentorin für jüngere Spielerinnen.

## Privatleben
Senkowsky ist privat sportlich aktiv, nimmt an Volksläufen teil und geht im Winter auf Skitouren. Sie hat drei erwachsene Kinder.